# Rhinopomyzella albimana
Rhinopomyzella albimana är en tvåvingeart som beskrevs av Willi Hennig 1969. Rhinopomyzella albimana ingår i släktet Rhinopomyzella och familjen Cypselosomatidae. Inga underarter finns listade i Catalogue of Life.